# Polgármester-választások Örkényben
1990 és 2019 között nyolc polgármester-választást tartottak Örkényben.
2019 ősze óta Kulcsár István a város első embere.
A választásokon a jelöltek száma jellemzően kettő volt, a hivatalban lévő vezető pedig mindig megmérettette magát.  A választási részvétel mindig 40% fölött volt, de az 50%-ot csak egyszer haladta meg. 
Mind a nyolc polgármester-választáson a jelöltek között szerepelt Kovács István, aki hétszer el is nyerte a szavazók többségének a bizalmát. A hét győzelemből négyszer szervezeti támogatás nélkül indult, háromszor pedig az MSZP támogatásával nyert.

## Háttér
Az ötezer fős település Pest vármegye déli részén található. A 19. század vége óta mindenkor Dabas környékéhez tartozott, 2013 óta a Dabasi járás része.
1949-ben az addig Örkényhez tartozó területekből jött létre Táborfalva település.
A nyolcvanas években Pusztavaccsal és Táborfalvával együtt alkotott közös tanácsot, melynek székhelye Örkényen volt. A hetvenes évek végétől a közös tanács elnöke Somogyvári László volt, aki tíz esztendőnyi vezetői munka után némileg váratlanul lemondott. 1989 februárjától Kovács István megbízott tanácselnökként vezette a települést.  1990-ben megszűntek a közös tanácsok és az egyes települések újra önállóan igazgatták magukat.
Örkény 2004-ben város címet kapott (1970 óta nagyközség volt).

### Alapadatok
| Év   | Jelöltek | Részvétel |
| ---- | -------- | --------- |
| 1994 | 1        | 41%       |
| 1998 | 2        | 58%       |
| 2002 | 2        | 42%       |
| 2006 | 2        | 41%       |
| 2010 | 3        | 48%       |
| 2014 | 2        | 42%       |
| 2019 | 2        | 46%       |

1998 óta mindig több jelölt szállt versenybe a polgármesteri tisztségért, a hivatalban lévő vezető pedig minden választáson rajtvonalhoz állt.
Az átlagos részvételi hajlandóság 45% körül mozgott, de kezdetben igen nagy kilengésekkel: 1994-ben alig haladta meg 40%-ot, míg 1998-ban 57% fölé emelkedett. (Az 1990-es választásokról nem állnak rendelkezésre részletes adatok.)
A település lakóinak a száma 4 600 és 5 000 között mozgott a rendszerváltás utáni negyedszázadban. A választójogosultak száma lényegében folyamatosan nőtt, 1994-ben valamivel 3 400 fölött, 2019-ben pedig 3 900 fölött járt.
Időközi polgármester-választásra nem került sor.
| 1990 | szept.30. | 4 628 | (nincs adat) | (nincs adat) | (nincs adat) | (nincs adat) |
| 1994 | dec.11.   | 4 683 | 55           | 3 441        | 1 400        | 40,7%        |
| 1998 | okt.18.   | 4 726 | 43           | 3 561        | 2 055        | 57,7%        |
| 2002 | okt.20.   | 4 836 | 110          | 3 661        | 1 534        | 41,9%        |
| 2006 | okt.1.    | 4 945 | 109          | 3 722        | 1 518        | 40,8%        |
| 2010 | okt.3.    | 4 841 | −104         | 3 728        | 1 785        | 47,9%        |
| 2014 | okt.12.   | 4 887 | 46           | 3 720        | 1 552        | 41,7%        |
| 2019 | okt.13.   | 4 925 | 38           | 3 848        | 1 764        | 45,8%        |

## Választások
| \| 1990 \| |                                         |              |              |
| Jelölt     | Jelölt                                  | Szavazat     | Szavazat     |
|            | Kovács István –                         | (nincs adat) | (nincs adat) |
|            | további jelöltekről nincs elérhető adat |              |              |
|            |                                         |              |              |
| 1990       |                                         |              |              |

| \| 1994 \| Részvétel: 41% \| |                 |          |          |
| Jelölt                       | Jelölt          | Szavazat | Szavazat |
|                              | Kovács István – | 1 341    | 100%     |
|                              |                 |          |          |
| 1994                         | Részvétel: 41%  |          |          |

| \| 1998 \| Részvétel: 58% \| |                                     |          |          |
| Jelölt                       | Jelölt                              | Szavazat | Szavazat |
|                              | Kovács István –                     | 1 504    | 75,1%    |
|                              | Horváth Jánosné Örkényi Polgári Kör | 499      | 24,9%    |
|                              |                                     |          |          |
| 1998                         | Részvétel: 58%                      |          |          |

| \| 2002 \| Részvétel: 42% \| |                    |          |          |
| Jelölt                       | Jelölt             | Szavazat | Szavazat |
|                              | Kovács István MSZP | 1 138    | 75,3%    |
|                              | Jóri József –      | 374      | 24,7%    |
|                              |                    |          |          |
| 2002                         | Részvétel: 42%     |          |          |

| \| 2006 \| Részvétel: 41% \| |                    |          |          |
| Jelölt                       | Jelölt             | Szavazat | Szavazat |
|                              | Kovács István MSZP | 1 063    | 71,4%    |
|                              | dr. Schulz Péter – | 426      | 28,6%    |
|                              |                    |          |          |
| 2006                         | Részvétel: 41%     |          |          |

| \| 2010 \| Részvétel: 48% \| |                                          |          |          |
| Jelölt                       | Jelölt                                   | Szavazat | Szavazat |
|                              | Kovács István MSZP                       | 1 245    | 71,3%    |
|                              | dr. Schulz Péter Örkényi Polgári Kör     | 404      | 23,0%    |
|                              | Lakatos Tivadar MCF Roma Összefogás Párt | 100      | 5,7%     |
|                              |                                          |          |          |
| 2010                         | Részvétel: 48%                           |          |          |

| \| 2014 \| Részvétel: 42% \| |                  |          |          |
| Jelölt                       | Jelölt           | Szavazat | Szavazat |
|                              | Kovács István –  | 1 162    | 76,4%    |
|                              | Szobotin Gábor – | 358      | 23,6%    |
|                              |                  |          |          |
| 2014                         | Részvétel: 42%   |          |          |

| \| 2019 \| Részvétel: 46% \| |                  |          |          |
| Jelölt                       | Jelölt           | Szavazat | Szavazat |
|                              | Kulcsár István – | 988      | 57,3%    |
|                              | Kovács István –  | 735      | 42,7%    |
|                              |                  |          |          |
| 2019                         | Részvétel: 46%   |          |          |

| Áttekintő táblázat | Áttekintő táblázat         | Áttekintő táblázat         | Áttekintő táblázat         | Áttekintő táblázat | Áttekintő táblázat | Áttekintő táblázat | Áttekintő táblázat |
| Év                 | Megválasztott polgármester | Megválasztott polgármester | Megválasztott polgármester | Szavazat           | Szavazat           | Előny a 2. előtt   | Előny a 2. előtt   |
| Év                 | név                        | szervezet                  | szervezet                  | db                 | érv.%              | db                 | %                  |
| ------------------ | -------------------------- | -------------------------- | -------------------------- | ------------------ | ------------------ | ------------------ | ------------------ |
| 1990               | Kovács István              |                            | –                          | (nincs adat)       | (nincs adat)       | (nincs adat)       | (nincs adat)       |
| 1994               | Kovács István              |                            | –                          | 1 341              | 100%               | –                  | –                  |
| 1998               | Kovács István              |                            | –                          | 1 504              | 75,1%              | +1 005             | +50%               |
| 2002               | Kovács István              |                            | MSZP                       | 1 138              | 75,3%              | +764               | +51%               |
| 2006               | Kovács István              |                            | MSZP                       | 1 063              | 75,4%              | +637               | +43%               |
| 2010               | Kovács István              |                            | MSZP                       | 1 245              | 71,3%              | +841               | +48%               |
| 2014               | Kovács István              |                            | –                          | 1 162              | 76,4%              | +804               | +53%               |
| 2019               | Kulcsár István             |                            | –                          | 988                | 57,3%              | +253               | +15%               |

| 1990 | n.a. | ✓ | (nincs adat) | (nincs adat) | (nincs adat) |
| 1994 | 1    | ✓ | 41%          | 1 341        | 4,2%         |
| 1998 | 2    | ✓ | 58%          | 2 003        | 2,5%         |
| 2002 | 2    | ✓ | 42%          | 1 512        | 1,4%         |
| 2006 | 2    | ✓ | 41%          | 1 489        | 1,9%         |
| 2010 | 3    | ✓ | 48%          | 1 758        | 1,5%         |
| 2014 | 2    | ✓ | 42%          | 1 520        | 2,1%         |
| 2019 | 2    | ✓ | 46%          | 1 723        | 2,3%         |

| Részletes eredmények (1994 óta) | Részletes eredmények (1994 óta) | Részletes eredmények (1994 óta) | Részletes eredmények (1994 óta) | Részletes eredmények (1994 óta) | Részletes eredmények (1994 óta) | Részletes eredmények (1994 óta) | Részletes eredmények (1994 óta) | Részletes eredmények (1994 óta) |
| Év                              | Polgármester-jelölt             | Polgármester-jelölt             | Polgármester-jelölt             | #.                              | Szavazat                        | Szavazat                        | Szavazat                        | Szavazat                        |
| Év                              | név                             | szervezet                       | szervezet                       | #.                              | db                              | jogosultak arányában            | szavazók arányában              | érvényes szavazatok arányában   |
| ------------------------------- | ------------------------------- | ------------------------------- | ------------------------------- | ------------------------------- | ------------------------------- | ------------------------------- | ------------------------------- | ------------------------------- |
| 1994                            | Kovács István                   |                                 | –                               | 1.                              | 1 341                           | 39,0%                           | 95,8%                           | 100,0%                          |
| 1998                            | Kovács István                   |                                 | –                               | 1.                              | 1 504                           | 42,2%                           | 73,2%                           | 75,1%                           |
| 1998                            | Horváth Jánosné                 |                                 | Örkényi Polgári Kör             | 2.                              | 499                             | 14,0%                           | 24,3%                           | 24,9%                           |
| 2002                            | Kovács István                   |                                 | MSZP                            | 1.                              | 1 138                           | 31,1%                           | 74,2%                           | 75,3%                           |
| 2002                            | Jóri József                     |                                 | –                               | 2.                              | 374                             | 10,2%                           | 24,4%                           | 24,7%                           |
| 2006                            | Kovács István                   |                                 | MSZP                            | 1.                              | 1 063                           | 28,6%                           | 70,0%                           | 71,4%                           |
| 2006                            | Schultz Péter                   |                                 | –                               | 2.                              | 426                             | 11,4%                           | 28,1%                           | 28,6%                           |
| 2010                            | Kovács István                   |                                 | MSZP                            | 1.                              | 1 254                           | 33,6%                           | 70,3%                           | 71,3%                           |
| 2010                            | Schultz Péter                   |                                 | Örkényi Polgári Kör             | 2.                              | 404                             | 10,8%                           | 22,6%                           | 23,0%                           |
| 2010                            | Lakatos Tivadar                 |                                 | MCF Roma Összefogás Párt        | 3.                              | 100                             | 2,7%                            | 5,6%                            | 5,7%                            |
| 2014                            | Kovács István                   |                                 | –                               | 1.                              | 1 162                           | 31,2%                           | 74,9%                           | 76,4%                           |
| 2014                            | Szobotin Gábor                  |                                 | –                               | 2.                              | 358                             | 9,6%                            | 23,1%                           | 23,6%                           |
| 2019                            | Kulcsár István                  |                                 | –                               | 1.                              | 988                             | 25,7%                           | 56,0%                           | 57,3%                           |
| 2019                            | Kovács István                   |                                 | –                               | 2.                              | 735                             | 19,1%                           | 41,7%                           | 42,7%                           |

## Polgármesterek
| 1990-'94      | 1994-'98      | 1998-'02      | 2002-'06      | 2006-'10      | 2010-'14      | 2014-'19      | 2019-'24       |
| ------------- | ------------- | ------------- | ------------- | ------------- | ------------- | ------------- | -------------- |
| Kovács István | Kovács István | Kovács István | Kovács István | Kovács István | Kovács István | Kovács István | Kulcsár István |
|               |               |               |               |               |               |               |                |
| –             | –             | –             | MSZP          | MSZP          | MSZP          | –             | –              |
|               |               |               |               |               |               |               |                |